# Jean Chamboulive
Jean Chamboulive est un patron de presse français qui a été président-directeur général du quotidien économique et financier La Cote Desfossés.

## Biographie
Né le 4 juin 1931 à Sidi Bel Abbès, en Algérie française, Jean Chamboulive, est docteur en droit, lauréat de la faculté de droit de Paris.
En 1964, il présente sa thèse sur La direction des sociétés par actions aux États-Unis d'Amérique, qui est éditée, alors qu’il est déjà journaliste financier.
Il a épousé Michèle Bassinet, la plus jeune des trois enfants d’André Bassinet, président-directeur général du quotidien économique et financier La Cote Desfossés, auquel il a succédé. Il aussi été associé fondateur de la société Vidéo-Presse et administrateur de la société coopérative papetière des quotidiens de Paris.
En 1988, il souhaite vendre le journal et contacte plusieurs investisseurs et groupes de presse intéressés. Il rencontre le financier libanais Georges Ghosn, avec lequel il finalise en 1989 la vente de La Cote Desfossés, qui fusionne en 1992 avec un autre quotidien, La Tribune.
Il meurt à Apt le 29 juillet 2017.